# El senyor Jones
El senyor Jones (títol original en polonès: Obywatel Jones; en ucraïnès: Ціна правди) és un thriller biogràfic dirigit per Agnieszka Holland, protagonitzat per James Norton, Vanessa Kirby i Peter Sarsgaard. Està inspirat en la història real de Gareth Jones, periodista gal·lès que va aconseguir arribar a Ucraïna per presenciar l'horror de la fam imposada per Stalin, també coneguda com Holodomor.
La pel·lícula va ser nominada a l'Os d'Or al 69è Festival Internacional de Cinema de Berlín. S'ha doblat i subtitulat al català oriental central; també compta amb una edició en valencià per a À Punt. La pel·lícula es va presentar a la secció oficial fora de competició del Bcn Film Fest 2020.

## Argument
Situats a l'any 1933, el periodista gal·lès Gareth Jones (James Norton) decideix viatjar a la Unió Soviètica per entrevistar a Stalin i analitzar l'aparentment exitós pla de desenvolupament. Quan arriba a Moscou es trobarà amb el corresponsal del New York Times, Walter Duranty (Peter Sarsgaard), còmplice del règim que es conforma amb la versió oficial i una altra periodista Ada Brooks (Vanessa Kirby) que l'impulsarà a verificar els rumors sobre una situació de fam generalitzada a Ucraïna
Malgrat els obstacles, Jones s'endinsarà a la Ucraïna que Stalin no vol que vegin i denunciarà al món la tragèdia de les morts per fam i l'enorme misèria que viu la gent del camp.

## Repartiment
- James Norton: Gareth Jones
- Vanessa Kirby: Ada Brooks
- Peter Sarsgaard: Walter Duranty
- Joseph Mawle: George Orwell
- Kenneth Cranham: Lloyd George
- Celyn Jones: Matthew
- Krzysztof Pieczynski: Maxim Litvinov
- Beata Pozniak: Rhea Clyman
- Fenella Woolgar: Miss Stevenson
- Martin Bishop: Sir Ernest Bennet
- Michalina Olszanka: Yulia
- Martin Hugh Henley: L.C. Thornton
- Edward Wolstenholme: Eugene Lyons
- Marcin Czarnik: Paul Kleb
- Barry Mulkerns: John Cushny

## Al voltant de la pel·lícula
Mr. Jones es una coproducció entre Film Produkcja (Polònia), Crab Apple (Regne Unit) y Kinorob(Ucraïna). Es va estrenar originalment a Polònia el 25 d'octubre del 2019 i a Ucraïna el 28 de novembre del mateix any.

## Crítica
A l'agregador en línia de ressenyes de pel·lícules Rotten Tomatoes, El senyor Jones obté una valoració positiva del 86% dels crítics sobre un total de 105 revisions, amb una valoració mitjana de 6,80/10.
Segons Metacritic, la pel·lícula obté una qualificació de 68/100 a partir de les opinions de 19 crítics, amb 13 valoracions positives i 6 qualificacions mixtes. Els usuaris la valoren amb una puntuació del 7,5/10.
Bénédicte Prot a Cineuropa destaca el film com impecable a efectes tècnics, tot i que la troba una mica clàssica i amb un excessiu metratge. La història que hi reflexa és tant interessant i sufocant que no s'oblida fàcilment. El repartiment del film, segons José María Aresté a DeCine21, està ben seleccionat. Jamen Norton en el paper protagonista de Gareth Jones encarna bé el rigor i l'honestedat professional, mentre que a Peter Sarsgaard i Vanessa Kirby els toca plasmar la temptació del cinisme.